# 埃尔布鲁克
埃尔布鲁克（加泰隆尼亞語發音：[əl ˈβɾuk]），是西班牙加泰罗尼亚巴塞罗那省的一个市镇。总面积47平方公里，总人口2027人（2013年），人口密度43人/平方公里。